# Bartłomiej Bołądź
Bartłomiej Bołądź (* 28. September 1994 in Gorzów Wielkopolski) ist ein polnischer Volleyballnationalspieler.

## Karriere
Bołądź spielte von 2011 bis 2013 bei SMS PZPS Spała. Danach wechselte er zum Ligakonkurrenten Czerni Radom. 2015 wurde der Diagonalangreifer mit der polnischen Nationalmannschaft Dritter in der Europaliga. Außerdem nahm er an der Weltliga teil. 2017 wurde er vom deutschen Bundesligisten VfB Friedrichshafen verpflichtet. Mit Friedrichshafen wurde er in der Saison 2017/18 DVV-Pokalsieger und deutscher Vizemeister. In der Saison 2018/19 gelang ebenfalls der Pokalsieg und Bartłomiej wurde mit dem VfB wieder Vizemeister. Anschließend wechselte er zum polnischen Verein MKS Ślepsk Malow Suwałki.